# 주달관
1282년 원제국의 사도 장군이 군대를 이끌고 크메르 제국을 침략한다. 원나라의 사도 장군은 쾅치와 라오스 지대 사이를 경유해서 침략했다. 세계에서 군사력이 가장 강력한 군사제국인 원나라 군대의 침략을 버텨내지 못한 크메르 제국의 자이야와르만 8세(재위 1243-1295)는 결국 압도적인 군사력을 자랑하는 강력한 세계 패권제국인 원나라 군의 공격에 더 이상 버티다간 크메르 제국 전체가 멸망할 것이라고 판단하여 스스로 항복한다. 그 즉시 크메르 제국은 원제국의 식민지가 됨과 동시에 세금과 조공까지 바쳐야되는 신세로 전락한다. 
원나라가 동남아와 크메르 제국을 효과적으로 식민지배 하기 위해서는 동남아에 대한 군사적 정보와 기록들이 필요하다고 생각한 원 제국 황제 성종(元成宗) 테무르(鐵穆耳) 칸은 당시 원나라의 무역 상인이던 주달관(周達觀, 1266년–1346년)에게 동남아의 군사적 정보와 내부, 정치 상황, 지도, 국토 등을 자세히 기록하고 오라고 칙령을 내린다. 그리고 1285년 10월에 사신을 파견한다. 그렇게 만들어진 항해도와 나침반의 도움으로 주달관 일행이 진립국에 무사히 진입해 들어올 수 있었다. 주달관의 방문 이후에도 원 제국 황제 성종(元成宗) 테무르(鐵穆耳) 칸의 명으로 크메르 제국은 원제국에게 잘 훈련된 전투 코끼리 부대를 항상 바쳐야됐는데 이렇게 잘 훈련된 전투 코끼리 군대가 원나라군의 이민족 부대 중에 편성되면서 원나라의 군사력은 더욱 더 증가한다. 황제(칸)의 칙령을 받은 주달관은 원나라의 사신 자격으로 멀리 캄보디아의 크메르 제국까지 탐험을 가서 앙코르 사원까지 둘러보는 등 진랍풍토기(眞臘風土記)를 저술했다. 참고로 주달관은 절강성(浙江省) 온주(溫州) 출신이다. 
그는 1296년 8월에 앙코르에 도착하여, 그곳에 1년간 머물면서 당시 그곳을 통치하고 있던 크메르 국왕 인드라바르만 3세(陀羅尼因陀羅跋摩三世)의 곁에서 1297년 7월까지 머물면서 크메르 제국의 군사적 정보와 기밀, 국토, 내부 사정, 지도, 동물, 자연 환경, 정치 상황, 관습, 법, 문화, 종교, 자원, 정치, 경제력 등등을 자세하게 기록으로 남겼다. 꾸준한 교류의 흔적이 남은 것으로 보아 그가 캄부자를 방문한 처음이자, 마지막 사신은 아니었지만 주달관이 남긴 진랍풍토기와 같은 기록은 더 이상 존재하지 않는다. 그의 저서는 현재 크메르 제국을 이해하는 가장 중요한 사료로 평가받고 있다.
그의 기록에는 바이욘과 바푸욘, 앙코르 왓에 대한 기록이 나오며, 당시의 풍습과 일상 생활에 대한 귀중한 정보를 제공하도 있다.